# Chapelle Sainte-Avoye de La Clayette
Pour les articles homonymes, voir chapelle Sainte-Avoye.
La chapelle Sainte-Avoye (ou Sainte-Avoie) est une chapelle située sur le territoire de la commune de La Clayette dans le département français de Saône-et-Loire et la région Bourgogne-Franche-Comté.

## Historique
La chapelle, de style gothique flamboyant, architecture rare dans le Brionnais, fut construite au XVe siècle, à l'initiative de Louis de Chantemerle. Ce dernier, alors seigneur de La Clayette, aspirait à une certaine indépendance et souhaitait avoir sa propre église. Cette faveur lui sera accordée par l'évêque de Mâcon. 
Alors lieu de culte principal de La Clayette, la chapelle a été jusqu'à la Révolution française une annexe de la paroisse de Varennes-sous-Dun. 
En 1790, les premières assemblées municipales se tiendront dans la chapelle sous la présidence de M. La Metterie, avocat et premier maire de La Clayette. 
Le dernier office religieux s'y est tenu en 1959, dix ans après son inscription à l'inventaire supplémentaire des Monuments historiques (1949). 
La chapelle est aujourd'hui un espace culturel aménagé pour les expositions d'art contemporain, les concerts, les spectacles et les conférences. La municipalité a réalisé l'aménagement d'un jardin aux abords de la chapelle.